# Естерка (Лодзинське воєводство)
Естерка (пол. Esterka) — село в Польщі, у гміні Новий Кавенчин Скерневицького повіту Лодзинського воєводства.
Населення — 38 осіб (2011).
У 1975-1998 роках село належало до Скерневицького воєводства.

## Демографія
Демографічна структура станом на 31 березня 2011 року:
|          | Загалом | Допрацездатний вік | Працездатний вік | Постпрацездатний вік |
| -------- | ------- | ------------------ | ---------------- | -------------------- |
| Чоловіки | 18      | 2                  | 10               | 6                    |
| Жінки    | 20      | 2                  | 7                | 11                   |
| Разом    | 38      | 4                  | 17               | 17                   |